# Route nationale 3bis
La route nationale 3bis (RN 3bis o N 3bis) è stata una strada nazionale del dipartimento Senna-Saint-Denis che partiva da Livry-Gargan e terminava a Clichy-sous-Bois. Rappresentava un collegamento tra la N3 e la N370. Nel 1972 venne ridenominata RN403.